# Distrito de Mollebamba
El Distrito de Mollebamba es uno de los ocho distritos de la Provincia de Santiago de Chuco, ubicada en el Departamento de La Libertad, bajo la administración del Gobierno regional de La Libertad, en el norte del Perú.  Limita por el este con el caserío de la Yeguada (Cundurmarca) Cochamarca y con el Distrito de Sitabamba; por el oeste con el río Angasmarca; por el norte con el Alto de Tamboras; y, por el sur con el Distrito de Mollepata.
Desde el punto de vista jerárquico de la Iglesia católica, forma parte de la Arquidiócesis de Trujillo.

## Historia

### Mollebamba prehispánica
Por las evidencias y huellas que aún quedan y se pueden encontrar, en El Alto del Castillo ubicado en una parte alta de Mollebamba,  existió y se construyó el aposento y administración política de la comarca de Andamarca dominios del legendario Cacique del Collana , cuyos dominios se extendieron entre las cuencas hidrográficas del río Angasmarca por el Oeste; el río Piscochaca, río colorado, vertiente las Pushas, y la meseta minera conformada por Compaccha, El Toro, La Brava, Mundo Nuevo, y el Alto de Tamboras por el Norte, río Sarín y Pijobamba por el Este: y por el Sur con el río Tablachaca. A partir de esta época y en algún momento intermedio Inca, en la parte alta de Mollebamba se encuentra vestigios de construcción de paredes de piedra compartidas en habitaciones, restos líticos Inca, al sitio se le conoce con el nombre de "El Castillo" denominación tomada del pasado glorioso del Castillo del Cacique del Collana; este lugar fue hecho para el descanso y tambo del Inca a su paso a Cajamarca, utilizado también como vivienda y albergue de los grupos de familia de la clase social alta y su entorno; se dice que fue el conquistador Francisco Pizarro y su comitiva compuesta por 400 hombres los que pasando al Cusco iban saqueando los tambos y albergues Incas en busca de oro y víveres de subsistencia una vez ya Atahualpa había sido ejecutado.

### Mollebamba virreinal
En los dos siglos de virreinato, la población no registra hechos de mayor relevancia, la actividad de los habitantes se contrajo a un sistema de servidumbre y patronaje, implantados por los encomenderos españoles, esta época dejó como recuerdo el culto a la religión católica y una hacienda ‘’’Tulpo’’’ entregado a la administración del colegio San Nicolás de Huamachuco, la que duró hasta que el gobierno militar del General Juan Velasco Alvarado dio la ley de la reforma agraria año de 1969. (Siglo XX)

### Mollebamba republicana y contemporánea
Al finalizar el siglo XIX y comienzos del siglo XX los ciudadanos de Mollebamba alcanzaron a desarrollar la sociedad urbana, afincándose y estableciendo su centro de administración dentro del camino Real (Inca) y camino de Andamarca (hoy calle), al sitio se le conoce con el nombre de "Plaza Vieja", extendiéndose urbanísticamente por el barrio Shilcaguanga hasta alcanzar la céntrica calle de Andamarca, prolongándose por Norte al barrio del canal, sector donde Vivían don Polo Mariño , Ricardo Paredes, y la familia de Juan Martel Rosales y Anselma Ascate Loayza, sitio donde nació el sacerdote Mollebambino Clemente Mariño, clérigo que murió en la Provincia de Sihuas en una tarde de corrida de toros al desplomarse las tribunas de espectadores; y por el Sur con el barrio de pueblo Nuevo y Cruz del Mirador, contando con una área de expansión urbana al Este, lugar por donde en la actualidad se está haciendo nuevas edificaciones. La Plaza Vieja es un referente histórico de los mollebambinos con su primera Iglesia católica de altares, hornacinas y retablos de atractivos colores muy parecida a su par de Mollepata, donde se realizaba las misas, bautizos y las fiestas en homenaje al primer santo patrón San Miguel Arcángel; explanada acondicionada para corrida de toros, desfiles sociales y muchas otras actividades, sin embargo la existencia de esta Iglesia solo permaneció hasta el día 10 de noviembre de 1946, fecha inolvidable y trágica que produjo el derrumbamiento de sus estructuras y finos acabados tan igual a un conjunto de viviendas, por el efecto destructor del terremoto de la fecha, este desbastador acontecimiento según los entes de la especialidad tuvo como epicentro la provincia de Pallasca y Pomabamba, siendo noticia nacional y extranjera que hasta se publicó en el diario ABC de Madrid (España) el 11 de noviembre de 1946, edición de la mañana página 1.
En el siglo final y a comienzos del siglo anteriormente anotados los ciudadanos de Mollebamba iniciaron una larga y esperanzada gestión de convertir al pueblo de Mollebamba en Distrito, elaborando sendos memoriales y gestiones a todo nivel, haciendo contactos con personalidades de la Provincia de Santiago de Chuco, La Libertad y la capital Lima, resultado que lograron alcanzar con la dación de la siguiente ley:

EL  PRESIDENTE DE LA REPÚBLICA  
Por  cuanto;  el congreso   Regional  del  Norte ,  ha  dado  la  ley  siguiente:
El  Congreso    Regional  del   Norte
Considerando:
Que  el caserío de  Mollebamba,  del Distrito  de  Mollepata,  de  la   Provincia de  Santiago de Chuco,  por  su  población , comercio   e  industria   y  su  notable  adelanto , merece  ser   elevado  al  rango de  Distrito.
Que  dicho pueblo cuenta con edificios públicos  propios,  como  escuelas,  cabildo  municipal, iglesia, etc.  Que  no poseen  otras poblaciones de mayor  figuración   política:  
Ha  dado  la  ley  siguiente:
Art.  único .-----   Elevase  a  la   categoría   de  Distrito  el  caserío  de  Mollebamba,  del   Distrito de   Mollepata ,  en  la  Provincia  de  Santiago de  Chuco,  del  Departamento  de  La  Libertad.
Comuníquese    al  Poder  Ejecutivo   para  que  disponga  lo   necesario   a  su  cumplimiento.
Dada,  en  la  sala  de  sesiones   del  Congreso  Regional   del   Norte,  en  Chiclayo,  a  los   5  días  del  mes  de  Julio de  1920.
Alejandro  Leguía   A.,  presidente del  Congreso  Regional del  Norte.---- D.  Acosta  Cárdenas,  Secretario  del  Congreso.----Juan  L. E.  Armas   secretario del  Congreso.
Al  Sr.  Presidente de  la  República.
Por  tanto.  Mando  se  imprima,  publique  y  circule,  y  se le dé   el  debido  cumplimiento .

Dado en la casa de  Gobierno.  en Lima  a  los  3  días  del  mes de  Agosto  de  1920.
Ley    Reg.   Nª.   209

### SigloXX
En el año de 1970, el Perú tenía un gobierno militar en cuyo sistema se nombraba a las autoridades municipales con decretos y resoluciones ministeriales y prefecturales, correspondiendo al prefecto de La Libertad designar al alcalde del distrito de Mollebamba sobre la base de una terna propuesta por la policía nacional que funcionaba en el vecino distrito de Mollepata. Fue en el mes de febrero del mismo año que Mollebamba toma conocimiento que el titular de la alcaldía era Rómulo Guillén, poblador y administrador de la hacienda Tulpo y caserío de Mollebamba, hecho que en pasados gobiernos del mismo tipo no sucedió.
Esta resolución totalmente indigna, injusta, discriminatoria y excluyente no fue del agrado del pueblo de Mollebamba, quienes reaccionaron haciendo conocer y planteando sus desacuerdos a las autoridades de la Provincia de Santiago de Chuco, del departamento de la Libertad y al mismo gobierno militar de turno para su derogatoria y emisión de una nueva alternativa. La protesta fue constante y permanente, y superó el ámbito provincial y departamental, haciendo que las autoridades de la administración gubernamental ordenaran al subprefecto de Santiago de Chuco constituirse al mismo distrito para dar una solución a est impasse social-comunal, a pesar de que el tiempo y los años han pasado, aún recuerdo que nuestro pueblo sabiamente se organizó para este encuentro con las autoridades que llegarían de la provincia de Santiago de Chuco y por la misma naturaleza del dispositivo prefectural la ciudadanía prepara una recepción y mitin de “amistad y paz”; la recepción se hace al comienzo de la calle Andamarca con cámaras obsoletas y fotógrafos improvisados, las banderas sostenidas por damas de la tercera edad y la pancartas por jóvenes y adolescentes de ambos sexos , la comisión de recepción conformado por distinguidas damas hace entrega de los ramos florales a los visitantes en señal de paz y bienvenida.
Desde este lugar, la comitiva y la población, escoltada por un comando policial, se dirigen a la plaza de armas, sitio preparado para el mitin, y, donde pensábamos alcanzar nuestro gran deseo conjuntamente con los dirigentes y autoridades, las intervenciones y reclamos expuestos se hicieron con la participación de varias personalidades, pero, de acuerdo al formato y el discurso central preparado por el suscrito y otros anónimos le correspondía hacerlo a la gobernación; recordemos que este cargo lo ejercía una persona ajena a los intereses del pueblo por ser natural de Santiago de Chuco, la dirigencia mollebambina previno esta eventual no participación, encargando la responsabilidad al conciudadano y teniente Gobernador don Persiles Sánchez Paredes, quien abordó el tema y la exposición del alegato comunal.
Al término del discurso que marcó un precedente histórico en esta plaza del pueblo, la policía comienza a llamar a los dirigentes por sus respectivos nombres y apellidos y uno por uno formamos fila militar; claro que esta actitud dirigida para alterar el orden público no nos llamó la atención porque de antemano sabíamos que en cualquier momento y espacio tendría que ocurrir. Este intento de detención solamente fue una ocurrencia más por parte del subprefecto, quien a toda costa insistía en la juramentación, como el sol de carnaval era sofocante y el sesgado gesto de simpatía al administrador se hizo evidente; la comisión y la población con pacífica destreza invitó a la autoridad a proseguir el diálogo dentro del local institucional del club deportivo Alianza Mollebamba, gesto que a regañadientes el subprefecto aceptó. Una vez instalados en el mencionado local la reunión se convirtió en una asamblea de pueblo y autoridad, donde se solicitó la elaboración de un acta de “negativa y desconocimiento” al pedido de la población, asunto que puso en aprietos y asombro al interlocutor de difícil carácter y formación militar quien apresuradamente sacó de su maletín portapapeles el documento de nombramiento para proceder a dar lectura, momento preciso para que una mano prodigiosa de una dama muy hábilmente lo arrebatara (Rosa   Rodríguez  Aguilar) arrancando vivas y aplausos de la población, la situación se puso un poco tensa viéndonos obligados a dar por finalizada esta jornada de movilización con un carnaval lleno de agua, globos, serpentinas, talcos y un árbol  (cilulo) adornado con prendas de vestir y fruta con participación del patán sub-imperfecto.

### Hechos destacados
Por tratarse de sucesos que son realidad y que acontecieron dentro del distrito de Mollebamba y Tulpo ,  como fue la muerte del Inca Huascar, el paso del ejército Chileno y nuestro héroe Andrés Avelino Cáceres que pernoctó en la casa hacienda de Tulpo y el escritor Julio Ramón Ribeyro en los siglos pasados , (crónicas  ya  escritas)  Mollebamba, es nombre y es parte de la historia peruana,  también por haber perdido la    tranquilidad ,   seguridad ciudadana y su acrisolada tradición democrática a manos de elementos terroristas de SL llegados del sur del territorio  nacional ,  quienes    el   20 de  octubre de  1985  incendiaron, saquearon la documentación y dinamitaron el Palacio  Municipal, en el año de  1986 los terrorista sorprenden nuevamente a la población de Mollebamba, convirtiendo en escenario de combate el palacio municipal y la Iglesia contra la policía nacional que finalmente se instaló en este lugar;  la policía parapetada dentro del local municipal afectada en el año anterior y en la torre del campanario de la Iglesia , dio dura resistencia a tan descomunal agresividad de cuyo fuego cruzado que duró varias horas, saliendo heridos varios policías y un terrorista muerto que sus camaradas cargaron para no ser identificado, la victoria quedó coyunturalmente con la policía y la población;

## Geografía
Está ubicado a 3 200 m s. n. m.. Consta de muchos lugares sobre los cuales se erigen una creciente población conformante de la zona altoandina del Perú. Este distrito está ubicado al sureste de la ciudad de Trujillo y al este del Puerto de Chimbote.
Los casi setenta kilómetros cuadrados de su territorio están ubicados en el norte de los andes peruanos , con una geografía accidentada está compuesto por ríos , lagunas y vegetación variada.

### Límites territoriales con Mollepata
Por  año de  1972  el Gobierno Central programó un censo nacional de población y vivienda,  como el Distrito de  Mollepata y el de Mollebamba no contaban con sus límites territoriales, las dos municipalidades de mutuo acuerdo se autocombocaron para ponerse de acuerdo y trazar sus límites cuya acta de compromiso es la siguiente:

ACTA DE CONVENIO  LIMITROFE INTERDISTRITAL  MOLLEBAMBA  MOLLEPATA.
En el lugar denominado el Castillo,  del  Distrito de  Mollebamba  Provincia de  Santiago  de  Chuco  La  Libertad, siendo las diez  de la mañana   del  día  doce de  Junio de  mil novecientos setenta y dos  y  con  motivo de la  Delimitación de los   Distritos de  Mollepata  y  Mollebamba, por razones de los  Censos   Nacionales del  presente  año se reunieron las autoridades  y ciudadanos de ambos  pueblos   que al pie  suscriben;  de conformidad por  los acuerdos previos tomados por  los jefes  Distritales  de  Censo  de los  distritos  Mollepata y  Mollebamba;  con el objeto de llegar  a  un  entendimiento a  cerca de los  limites  Distritales     comprendido  entre el  camino del  Castillo hasta el alto  el  Mirador ,tomando los hitos de referencia  que a   continuación se  anotan : parte de  pie de la   casa  de Pablo  Zegarra a dar  a la  loma  del  Callejón  Chico  (cresta) siguiendo esta cúspide dorsal  para  pasar    por   el  Centro de los Arriendos   de  don   Confesor Polo   y  don  Pedro  Sánchez, a  dar a  la  acequia   del   Zuro, sigue  aguas  arriba por  el  acueducto,  hasta dar a una  hoyada,  por donde sube entre  las casas  de don   Santos  Álvarez y Cesar  Príncipe y  y llega  a  dar  al filo  del   Cerro el  Mirador ,  para  luego  dar  a la  acequia de la jalca quedando la línea divisoria a dar  al camino  que se  transita a  Pijobamba, Después de haber establecido   el  convenio  respectivo y siendo las  once y treinta  minutos  del referido  día se suspendió  el acto, suscribiéndose  la presente  acta en los  libros  de uno  y otro  Concejo Municipal para que quede como  constancia.            
En el acta  aparecen las  firmas   de  las autoridades  de ambos distritos:

Esdras  Alayo   P.   Alcalde  de  Mollebamba.- - Mateo  Barreto    alcalde  de  Mollepata  .--  Blas Paz   sindico de  gastos  de  Mollepata.-  Una   firma  de  Marcel   Islao   Aguilar  secretario  de  la municipalidad de  Mollebamba,   firma   del   jefe   de censos de  Mollebamba,  una  firma del   jefe de censo de  Mollepata,  siguen   firmas.  Continuando   con  un  escrito que   dice:  Presentes    en este  acto,  prestando  las garantías  del caso se encontraron  los miembros de la  benemérita Guardia   Civil, señores   guardia ,  Víctor  León   Plasencia,   guardia ,  Regulo Pinillos  Méndez,  un cello y firma  de  certificación  de las  firmas y acta  del Sr.  Juez    Fabriciano  Pereda   E.  autoridad   que  presencio  toda  la reunión  y  la  manera y forma  como se iba  desarrollando  esta armoniosa   delimitación .
"El Castillo" * Mollebamba, 12 de junio de 1972

| Noroeste: Cachicadán | Norte: Sitabamba            | Nordeste: Sitabamba |
| Oeste: Angasmarca    |                             | Este: Mollepata     |
| Suroeste: Angasmarca | Sur: Angasmarca y Mollepata | Sureste: Mollepata  |

## Clima
Semiárido y templado, este patrón climático se ubica dentro de los 2 000 a 3500 m s. n. m. o también clasificado como meso-andino, semi–frío por Koppen Dwb, con terrenos  semisecos a lluviosos con  otoño, invierno, primavera y verano con precipitaciones lluviosas y fuertes heladas por las noches,  con una temperatura promedio de 16 °C  y  12 °C (según el estudio geodinámica hecho en la cuenca del río Santa)

## División administrativa
El distrito de Mollebamba está compuesto por varios caseríos siendo los tres principales Mollebamba que es la capital distrital , Tulpo y Namobal.
| Localidad            | I.E . Secundaria                             | I.E. Primaria                                | I.E. Inicial                   | I.E. Superior                  | Servicio Eléctrico | Servicio de agua potable | Telefonía Móvil  |
| -------------------- | -------------------------------------------- | -------------------------------------------- | ------------------------------ | ------------------------------ | ------------------ | ------------------------ | ---------------- |
| Mollebamba           | I.E.80541 “Nuestra Señora del Monte Carmelo” | I.E.80541 “Nuestra Señora del Monte Carmelo” | Jardín de la Infancia Nª 1755. | I.S.T.P “ Simón Sánchez Reyes” | Si                 | Si                       | Movistar - Claro |
| La Señorita          | Sin Datos                                    | Sin Datos                                    | Sin Datos                      | Dep. Mollebamba                | Sin Datos          | Sin Datos                | Ninguno          |
| Michiquilca          | Sin Datos                                    | Sin Datos                                    | Sin Datos                      | Sin Datos                      | Sin Datos          | Sin Datos                | Claro            |
| Miraflores           | Dep .Tulpo                                   | I.E.Mirafloes                                | Sin Datos                      | Dep . Mollebamba               | Sin Datos          | Sin Datos                | Claro            |
| Pampa El Cajero      | Sin Datos                                    | Sin Datos                                    | Sin Datos                      | Sin Datos                      | Sin Datos          | Sin Datos                | Claro            |
| Chinamalca           | Sin Datos                                    | Sin Datos                                    | Sin Datos                      | Sin Datos                      | Sin Datos          | Sin Datos                | Claro            |
| Pashagon             | Sin Datos                                    | Sin Datos                                    | Sin Datos                      | Sin Datos                      | Sin Datos          | Sin Datos                | Claro            |
| Carrapamba           | Sin Datos                                    | Sin Datos                                    | Sin Datos                      | Sin Datos                      | Sin Datos          | Sin Datos                | Claro            |
| Cruz Colorada        | Sin Datos                                    | Sin Datos                                    | Sin Datos                      | Sin Datos                      | Sin Datos          | Sin Datos                | Claro            |
| Piscochaca           | Dep . Tulpo                                  | I.E.Piscochaca                               | I.E.Piscochaca                 | Sin Datos                      | Sin Datos          | Sin Datos                | Claro            |
| Cuyguyun             | Sin Datos                                    | Sin Datos                                    | Sin Datos                      | Sin Datos                      | Sin Datos          | Sin Datos                | Claro            |
| Santa Clara de Tulpo | I.E."Sr. de la Misericordia"                 | I.E.Victor Larco Herrera                     | Jardin de Niños Tulpo          | Dep. Mollebamba                | Si                 | Si                       | Claro            |
| Loma la Cruz         | Dep.Tulpo                                    | Dep.Tulpo                                    | Sin Datos                      | Dep.Mollebamba                 | Si                 | Si                       | Claro            |
| Collor Pampa         | Sin Datos                                    | Sin Datos                                    | Sin Datos                      | Sin Datos                      | Sin Datos          | Sin Datos                | Movistar - Claro |
| Chamisbal            | Sin Datos                                    | Sin Datos                                    | Sin Datos                      | Sin Datos                      | Sin Datos          | Sin Datos                | Ninguno          |
| Pullungo             | Sin Datos                                    | Sin Datos                                    | Sin Datos                      | Sin Datos                      | Sin Datos          | Sin Datos                | Movistar - Claro |
| Savichugo            | Sin Datos                                    | Sin Datos                                    | Sin Datos                      | Sin Datos                      | Sin Datos          | Sin Datos                | Claro            |
| Las Piedras          | Dep.Tulpo                                    | Dep.Tulpo                                    | Dep.Tulpo                      | Dep.Mollebamba                 | Si                 | Si                       | Claro            |
| Namoval              | Dep.Tulpo                                    | I.E.Namoval                                  | Sin Datos                      | Dep.Mollebamba                 | Si                 | Si                       | Claro            |
| La Colpa             | Dep.Tulpo                                    | Dep.Tulpo                                    | Dep.Tulpo                      | Dep .Mollebamba                | Si                 | Si                       | Claro Movistar   |

## Autoridades

### Municipales
- 2023 - 2026
  - Alcalde: Oscar Walter Paredes Narváez, Movimiento Regional Nueva Libertad.
- 2013 - 2014[2]
  - Alcalde: Fortunato Wilmer Sánchez Paredes, Movimiento Por el Desarrollo de Mollebamba (MPDM).
  - Regidores: David Mariño Zegarra (MPDM), Brigida Nelly Oruna Saavedra (MPDM), Yenere Jhonny Cueva Meza (MPDM), Pedro Hualvino Meza Sánchez (MPDM),  Tito Leonardo Baltazar Aguilar (Alianza para el Progreso).[3]
- 2007 - 2010
  - Alcalde: Fortunato Wilmer Sánchez Paredes, Movimiento Por el Desarrollo de Mollebamba (MPDM).

### Policiales
- Comisario:   PNP.

### Religiosas
- Arquidiócesis de Trujillo[4]
  - Arzobispo de Trujillo: Monseñor Héctor Miguel Cabrejos Vidarte, OFM.[5]
- Parroquia
  - Párroco: Pbro.   .

## Festividades
- 16 de julio: Virgen del Carmen

## Transporte
- Aéreo: Cuenta con un Aeródromo Municipal de 1 150 x.30 (m), de material granulado , excelente y en perfecto estado de conservación y mantenimiento, para el aterrizaje de helicópteros, y avionetas de 12 500 lbs. Ubicado en su caserío de Tulpo y a 20 minutos de Mollebamba en carro, de propiedad y administrado por el Concejo Distrital de Mollebamba.

- Terrestre: Está interconectado con la carretera de penetración del Puerto de Chimbote, Chuquicara, Galgada, Pallasca, Mollepata. También la carretera de la ciudad de Trujillo, Shorey, Santiago de Chuco, Cachicadan, Angasmarca, Tulpo , Mollebamba.- o la auxiliar de altura desde el desvío de Shorey ha Angasmarca, Tulpo, Mollebamba.

## Gastronomía
Platos típicos de Santa Clara de Tulpo: 
- Shanbar
- Pepián de Choclo
- Ajiaco de cuy
- Chicharrón de cerdo
- Jamón de cerdo

Bebidas típicas:
- Chicha de jora
- Gro fuerte
- Salta patras
- Naranja mecánica
- Huarifle